# Agrotis livens
Agrotis livens là một loài bướm đêm trong họ Noctuidae.